# Décathlon aux Jeux olympiques d'été de 1976
Pour un article plus général, voir Athlétisme aux Jeux olympiques d'été de 1976.
Navigation
Munich 1972 Moscou 1980
L'épreuve du décathlon aux Jeux olympiques de 1976 s'est déroulée les 29 et 30 juillet 1976 au Stade olympique de Montréal, au Canada.  Elle est remportée par l'Américaine Caitlyn Jenner, qui établit un nouveau record du monde avec 8 618 pts (8 634 pts à la table actuelle de cotation).

## Résultats
| Rang               | Athlète              | Pays                 | Points | Performances | Performances | Performances | Performances | Performances | Performances | Performances | Performances | Performances | Performances    |
| ------------------ | -------------------- | -------------------- | ------ | ------------ | ------------ | ------------ | ------------ | ------------ | ------------ | ------------ | ------------ | ------------ | --------------- |
| Rang               | Athlète              | Pays                 | Points | 100 m        | Longueur     | Poids        | Hauteur      | 400 m        | 110 m haies  | Disque       | Perche       | Javelot      | 1 500 m         |
| Médaille d'or      | Caitlyn Jenner       | États-Unis           | 8618   | 819 10.94 s  | 865 7.22 m   | 809 15.35 m  | 882 2.03 m   | 923 47.51 s  | 866 14.84 s  | 873 50.04 m  | 1005 4.80 m  | 862 68.52 m  | 714 4:12.61 min |
| Médaille d'argent  | Guido Kratschmer     | Allemagne de l'Ouest | 8411   | 890 10.66 s  | 899 7.39 m   | 773 14.74 m  | 882 2.03 m   | 889 48.19 s  | 895 14.58 s  | 794 45.70 m  | 957 4.60 m   | 837 66.32 m  | 595 4:29.09 min |
| Médaille de bronze | Mykola Avilov        | Union soviétique     | 8369   | 749 11.23 s  | 925 7.52 m   | 777 14.81 m  | 975 2.14 m   | 889 48.16 s  | 939 14.20 s  | 792 45.60 m  | 920 4.45 m   | 789 62.28 m  | 614 4:26.26 min |
| 4                  | Raimo Pihl (en)      | Suède                | 8218   | 822 10.93 s  | 818 6.99 m   | 821 15.55 m  | 857 2.00 m   | 898 47.97 s  | 767 15.81 s  | 768 44.30 m  | 909 4.40 m   | 961 77.34 m  | 597 4:28.76 min |
| 5                  | Ryszard Skowronek    | Pologne              | 8113   | 799 11.02 s  | 873 7.26 m   | 712 13.74 m  | 779 1.91 m   | 903 47.91 s  | 876 14.75 s  | 788 45.34 m  | 1005 4.80 m  | 788 62.22 m  | 590 4:29.89 min |
| 6                  | Siegfried Stark      | Allemagne de l'Est   | 8048   | 721 11.35 s  | 816 6.98 m   | 793 15.08 m  | 779 1.91 m   | 847 49.14 s  | 782 15.65 s  | 790 45.48 m  | 969 4.65 m   | 926 74.18 m  | 625 4:24.93 min |
| 7                  | Leonid Lytvynenko    | Union soviétique     | 8025   | 775 11.12 s  | 804 6.92 m   | 740 14.20 m  | 779 1.91 m   | 880 48.44 s  | 805 14.71 s  | 805 46.26 m  | 957 4.60 m   | 681 53.66 m  | 724 4:11.41 min |
| 8                  | Lennart Hedmark      | Suède                | 7974   | 719 11.36 s  | 838 7.09 m   | 789 15.00 m  | 779 1.91 m   | 814 49.80 s  | 871 14.79 s  | 808 46.42 m  | 884 4.30 m   | 974 78.58 m  | 498 4:44.28 min |
| 9                  | Aleksandr Grebenyuk  | Union soviétique     | 7803   | 780 11.10 s  | 721 6.53 m   | 770 14.69 m  | 831 1.97 m   | 842 49.21 s  | 843 15.05 s  | 821 47.16 m  | 807 4.00 m   | 861 68.42 m  | 527 4:39.62 min |
| 10                 | Claus Marek (en)     | Allemagne de l'Ouest | 7767   | 852 10.81 s  | 867 7.23 m   | 692 13.42 m  | 779 1.91 m   | 943 47.12 s  | 828 15.19 s  | 654 38.40 m  | 884 4.30 m   | 664 52.32 m  | 604 4:27.84 min |
| 11                 | Johannes Lahti (en)  | Finlande             | 7711   | 831 10.89 s  | 877 7.28 m   | 706 13.66 m  | 857 2.00 m   | 838 49.34 s  | 816 15.31 s  | 656 38.52 m  | 859 4.20 m   | 782 61.72 m  | 489 4:45.90 min |
| 12                 | Ryszard Katus        | Pologne              | 7616   | 790 11.06 s  | 828 7.04 m   | 695 13.48 m  | 716 1.84 m   | 810 49.87 s  | 902 14.51 s  | 730 42.28 m  | 932 4.50 m   | 731 57.54 m  | 482 4:47.00 min |
| 13                 | Luděk Pernica (en)   | Tchécoslovaquie      | 7602   | 710 11.40 s  | 814 6.97 m   | 701 13.58 m  | 804 1.94 m   | 788 50.37 s  | 841 15.07 s  | 690 40.22 m  | 909 4.40 m   | 702 55.26 m  | 643 4:22.30 min |
| 14                 | Philippe Bobin       | France               | 7580   | 787 11.07 s  | 848 7.14 m   | 736 14.12 m  | 779 1.91 m   | 814 49.79 s  | 853 14.96 s  | 682 39.84 m  | 1028 4.90 m  | 643 50.74 m  | 410 4:59.65 min |
| 15                 | Fred Samara (en)     | États-Unis           | 7504   | 841 10.85 s  | 836 7.08 m   | 665 13.00 m  | 716 1.84 m   | 801 50.07 s  | 862 14.87 s  | 696 40.54 m  | 884 4.30 m   | 680 53.60 m  | 523 4:40.21 min |
| 16                 | Georg Werthner       | Autriche             | 7493   | 731 11.31 s  | 848 7.14 m   | 696 13.49 m  | 751 1.88 m   | 801 50.08 s  | 821 15.26 s  | 596 35.58 m  | 832 4.10 m   | 810 64.08 m  | 607 4:27.43 min |
| 17                 | Gilles Gémise-Fareau | France               | 7486   | 768 11.15 s  | 765 6.74 m   | 606 12.10 m  | 804 1.94 m   | 801 50.09 s  | 860 14.89 s  | 688 40.12 m  | 957 4.60 m   | 660 52.04 m  | 557 4:31.81 min |
| 18                 | Daley Thompson       | Royaume-Uni          | 7434   | 857 10.79 s  | 859 7.19 m   | 671 13.10 m  | 779 1.91 m   | 889 48.15 s  | 750 15.98 s  | 612 36.36 m  | 859 4.20 m   | 566 45.18 m  | 592 4:29.55 min |
| 19                 | Roger Lespagnard     | Belgique             | 7322   | 754 11.21 s  | 806 6.93 m   | 680 13.24 m  | 804 1.94 m   | 852 48.99 s  | 780 15.67 s  | 658 38.64 m  | 859 4.20 m   | 584 46.40 m  | 545 4:36.67 min |
| 20                 | Runald Beckman (en)  | Suède                | 7319   | 799 11.02 s  | 810 6.95 m   | 699 13.54 m  | 751 1.88 m   | 775 50.66 s  | 785 15.62 s  | 732 42.40 m  | 807 4.00 m   | 738 58.14 m  | 423 4:57.28 min |
| 21                 | Eberhard Stroot (en) | Allemagne de l'Ouest | 7063   | 867 10.75 s  | 897 7.38 m   | 695 13.48 m  | 751 1.88 m   | 918 47.61 s  | 824 15.23 s  | 682 39.82 m  | 0 NM         | 823 65.10 m  | 606 4:27.48 min |
| 22                 | Tito Steiner (en)    | Argentine            | 7052   | 717 11.37 s  | 763 6.73 m   | 719 13.85 m  | 716 1.84 m   | 792 50.30 s  | 766 15.82 s  | 691 40.26 m  | 754 3.80 m   | 629 49.74 m  | 505 4:43.16 min |
| 23                 | Fred Dixon (en)      | États-Unis           | 6754   | 819 10.94 s  | 802 6.91 m   | 755 14.44 m  | 882 2.03 m   | 880 48.38 s  | 574 18.11 s  | 797 45.82 m  | 0 NM         | 711 55.96 m  | 534 4:38.49 min |
| NC                 | Sepp Zeilbauer       | Autriche             | DNF    | 785 11.08 s  | 875 7.27 m   | 783 14.91 m  | 882 2.03 m   | 856 48.94 s  | 862 14.87 s  | 768 44.26 m  | 0 NM         | DNS          | DNS             |
| NC                 | Régis Ghesquière     | Belgique             | DNF    | 668 11.59 s  | 818 6.99 m   | 737 14.15 m  | 779 1.91 m   | 792 50.32 s  | 778 15.69 s  | 698 40.64 m  | DNS          | DNS          | DNS             |
| NC                 | Elías Sveinsson (en) | Islande              | DNF    | 685 11.51 s  | 686 6.37 m   | 724 13.94 m  | 804 1.94 m   | 728 51.77 s  | 731 16.19 s  | 724 41.98 m  | DNS          | DNS          | DNS             |
| NC                 | Eltjo Schutter (en)  | Pays-Bas             | DNF    | 1011 10.35 s | 1068 8.03 m  | 769 14.66 m  | 850 2.05 m   | 0 DNF        | DNS          | DNS          | DNS          | DNS          | DNS             |
| NC                 | Heikki Leppänen (en) | Finlande             | DNF    | 641 11.71 s  | 710 6.48 m   | DNS          | DNS          | DNS          | DNS          | DNS          | DNS          | DNS          | DNS             |

## Légende
Records et Performances
- AR : Record continental (area record)
- CR : Record des championnats (championship record)
- MR : Record du meeting (meet record)
- NR : Record national (national record)
- OR : Record olympique (olympic record)
- PR : Record paralympique (paralympic record)
- PB : Record personnel (personal best)
- SB : Meilleure performance personnelle de la saison (season's best)
- WL : Meilleure performance mondiale de l'année (world leader)
- WJR : Record du monde junior (world junior record)
- WR : Record du monde (world record)

Circonstances et Conditions
- DNF : N'a pas terminé (did not finish)
- DNS : N'a pas pris le départ (did not start)
- DQ : Disqualification (disqualification)
- NM : Aucun essai valable enregistré (No Mark)
- Q : Qualifié « directement » au prochain tour (ou à la prochaine compétition), lors d'une compétition majeure, grâce au classement ou à la réalisation des minima (automatic qualifier)
- q : Qualifié au prochain tour (ou à la prochaine compétition), lors d'une compétition majeure, grâce au repêchage ou à la réalisation de l'une des meilleures performances parmi celles des « non qualifiés directement » (grâce au meilleur temps ou à la meilleure distance par exemple) (secondary qualifier)